# Wynn Bullock
Wynn Bullock (* 18. April 1902 in Chicago, Illinois; † 16. November 1975 in Monterey) war ein US-amerikanischer Fotograf, der vor allem für seine Aktaufnahmen und Landschaftsbilder bekannt wurde.

## Biographie
Wynn Bullock war ursprünglich Musiker und Sänger und hielt sich während seines Studiums von 1928 bis 1930 in Paris, Mailand und Berlin auf. 1930 kehrte er in die USA zurück und begann in Los Angeles eine Ausbildung zum Fotografen an der Art Center School. Sein Lehrer von 1938 bis 1940 war Edward Kaminski. Bis 1959 arbeitete Bullock als kommerzieller Fotograf und begann danach als Dozent, unter anderem am San Francisco State College. 1948 lernte er Edward Weston kennen, der ihm die straight fotography näher brachte.

## Werk
Die bekanntesten Bilder Bullocks sind Akt- und Landschaftsaufnahmen, die eine sehr poetische Bildsprache verkörpern. Seine Bilder finden sich in mehr als 90 Museen, darunter in The Hallmark Collection of Photography, in Museum of Modern Art, im Center for Creative Photography und im San Francisco Museum of Modern Art.